# 興文里
興文里，是台灣南部自清治時期至日治初期的一個行政區劃，其範圍即今屏東縣的車城鄉大部分地區。
興文里北邊為善餘里、蕃地、咸昌里，東邊為治平里，南邊為宣化里、仁壽里、德和里，西邊瀕臨台灣海峽。

## 管轄街庄
興文里共轄5個庄：
- 今車城鄉境內：車城庄、新街庄、田中央庄、海口庄、保力庄